# Municipio de Santiago Yosondúa
El municipio de Santiago Yosondúa es un municipio ubicado en el Distrito de Tlaxiaco, Oaxaca, México. Su cabecera es la localidad de Santiago Yosondúa.

## Hijos ilustres
En Santa Catarina Cuanana, población que pertenece a este municipio nació Miguel García Cruz, ingeniero agrónomo, indígena mixteco, teórico de la creación y establecimiento de la Seguridad Social en México.

## Límites municipales
Tiene límites administrativos con los siguientes municipios:
| Noroeste: Santa Lucía Monteverde | Norte: Chalcatongo de Hgo., Sto. Dom. Ixcatlán, Sta. Cruz Tacahua, Sta. Ma. Yolotepec | Nordeste: San Pedro Juchatengo |
| Oeste: Santa Cruz Itundujia      |                                                                                       | Este: San Francisco Cahuacuá   |
|                                  | Sur: Santa Cruz Itundujia, San Mateo Yucutindoo, San Fco. Cahuacuá                    |                                |